# Ben Stevenson
Benjamin Dutch "Ben" Stevenson, född 16 mars 1995, är en amerikansk vattenpolospelare. Han ingick i USA:s herrlandslag i vattenpolo vid olympiska sommarspelen 2020 där USA slutade på sjätte plats.
Stevenson studerade vid University of the Pacific och spelade där vattenpolo för Pacific Tigers.